# Estadio Nicola Ceravolo
El Estadio Nicola Ceravolo es un estadio multiusos ubicado en la ciudad de Catanzaro, región de Calabria, Italia. Construido en 1919, es uno de los más antiguos de Italia. Tiene capacidad para 14.650 personas y actualmente es la sede del Unione Sportiva Catanzaro 1929 de la Serie B Italiana.
El 10 de diciembre de 1989 el estadio fue rebautizado en honor a Nicola Ceravolo, fallecido el año anterior y presidente del club durante los veinte años anteriores.

## Historia
El estadio “Nicola Ceravolo” está situado en un terreno en la localidad de “Corallo”, a 400 metros sobre el nivel del mar, en las laderas del monte Spezzano. Su uso se remonta a las primeras décadas del siglo XX, cuando, coincidiendo con el inicio de la Primera Guerra Mundial, fue utilizado como campo de concentración de prisioneros de guerra. El final de la guerra marcó también un uso diferente de la instalación, que, conocida con el nombre de "Piazza d'Armi", fue destinada al entrenamiento de las tropas estacionadas en Catanzaro, entonces sede del Comando de División y del 19° Regimiento de Infantería.
En la década de 1920, el creciente interés por el deporte, y en particular por el fútbol, propició la adaptación de la estructura a las nuevas necesidades de los ciudadanos, por lo que en octubre de 1924, tras aproximadamente siete meses de obras, se presentó con una suntuosa inauguración el nuevo campo deportivo, que tomó el nombre de "Estadio Militar", propiedad de la 21 División Militar. Para la ocasión se celebró el “III Congreso Deportivo Calabrés”, que culminó con la representación de cientos de atletas divididos en varias disciplinas deportivas. Para el fútbol se estableció un torneo especial denominado "Coppa città di Catanzaro e Cosenza", en el que participaron tres equipos: Fortitudo Cosenza, Audace di Catanzaro y Nuovo Reggio Football Club. Fue el equipo de Reggio que ganó el trofeo al vencer al Audace por 3-0 en la final.
En 1927 la Unione Sportiva Fascista Catanzarese (asociación nacida de la fusión entre Scalfaro y Braccini), fue incluida en el campeonato regional de tercera división, marcando así la entrada del fútbol de Catanzaro en el panorama deportivo nacional. Este acontecimiento sugirió a las autoridades militares y civiles de la época, regular el uso de la estructura mediante una concesión al Municipio de Catanzaro. En los años siguientes la instalación pasó a llamarse "Stadio Comunale" y, bajo la presidencia de Aldo Ferrara (1950-1958), fue dotada de una funcional y cómoda tribuna (la Distinti), erigida sobre el antiguo "césped", con duchas, sala de prensa y almacenes debajo.
La primera reestructuración importante y radical tuvo lugar en el verano de 1971. El US Catanzaro acaba de conseguir su primer ascenso histórico a la Serie A 1971-72 y el Municipio decide realizar una tribuna cubierta, ensanchar las curvas y añadir una sala de prensa, que hará que el complejo sea adecuado para albergar el prestigioso torneo. La obra finalizó el 16 de octubre de 1971 y al finalizar la remodelación el estadio tendrá una capacidad, nunca determinada oficialmente, de aproximadamente 20.000 asientos.
En 1989 el estadio fue dedicado a Nicola Ceravolo, en reconocimiento a cincuenta años de actividad ferviente y apasionada dedicada al deporte y a la ciudad de Catanzaro. Un monumento esta dedicado al presidente Giallorossi en la entrada del sector "Curva Ovest".   
El Ceravolo ha acogido en más de una ocasión un partido de la selección italiana. El 23 de marzo de 1995 se disputó el Italia-Estonia Sub-21 (7-0), partido válido para la clasificación para el Campeonato Europeo de Fútbol Sub-21 de 1996 en España. El 10 de octubre de 2003, Italia se enfrentó a Azerbaiyán (6-0), en un partido válido para la clasificación para el Campeonato Europeo Sub-21 de 2004.